# Pheidole wheeleri
Pheidole wheeleri är en myrart som beskrevs av Mann 1916. Pheidole wheeleri ingår i släktet Pheidole och familjen myror. Inga underarter finns listade i Catalogue of Life.